# بروديجي
بروديجي (بالإنجليزية: The Prodigy)‏ هي فرقة موسيقية إنجليزية تشكلت في عام 1990.

## وصلات خارجية
- بروديجي على موقع IMDb (الإنجليزية)
- بروديجي على موقع الموسوعة البريطانية (الإنجليزية)
- بروديجي على موقع ميوزك برينز (الإنجليزية)
- بروديجي على موقع أول ميوزيك (الإنجليزية)
- بروديجي على موقع ديسكوغز (الإنجليزية)

- بروديجي الموقع الرسمي